# Asaruntoa
Asaruntoa, pleme američkih Indijanaca porodice Zaparoan nastanjeno nekada u sjevernim predjelima Perua. Asaruntoe su srodni skupinama Andoa, Gae, Semigae i Ikito s kojima se vode kao jedna od pet glavnih grana Andoan-govornika. I pleme i jezik su vjerojatno nestali u populaciji Quechua, proces kojim polako preko jezične kečuanizacije nestaju Zaparoan plemena. 
Rana populacija uključujući plemena Guasaga, Guallpayo i još neke iznosila je oko 10.000